# Maurice Amundson
Maurice Amundson (ur. 17 sierpnia 1919, zm. 27 lipca 1944) – kapitan marines podczas II wojny światowej. Dowodził kompanią G, 2. batalionu, 22 Pułku Marines, Pierwszej Tymczasowej Brygady Marines, Trzeciego Korpusu Wodnopłatowców. Został pośmiertnie odznaczony Krzyżem Marynarki za jego działania podczas bitwy o Guam.